# Парламентские выборы в Южной Африке (1924)
Парламентские выборы в Южной Африке проходили 19 июня 1924 года для избрания 135 депутатов Палаты собраний. Это был 5-й парламент Южно-Африканского Союза. 
Растущее недовольство правительством генерала Яна Смэтса привело к его поражению от коалиции проафриканеров Национальной партии и Лейбористской партии, которая поддерживалась белым пролетариатом.
Смэтс вызывал ярость южно-африканских националистов своей умеренной позицией в отношении независимости Южной Африки от Великобритании. Мировая депрессия после окончания Первой мировой войны привела в 1922 году к забастовке в Южной Африке, известной как Рандское восстание, вооруженному восстанию белых шахтёров провинции Трансвааль. Восстание было подавлено военной силой и переговорами с ослабленными профсоюзами, что заслужило антипатию к Смэтсу среди рабочих. Как следствие этих событий Правительство Смэтса было побеждено националистическо-лейбористской коалицией. Джеймс Герцог сформировал правительство и занял пост премьер-министра, который он удерживал до 1939 года. Таким образом, эти выборы стали поворотными в истории Южной Африки.

## Результаты
Количество зарегистрированных избирателей было 413 136. Было подано 319 047 голосов (из них 2 805 недействительных).
| Партия | Партия                 | Места | %      | Голоса  | %     | Лидер                       |
|        | Национальная партия    | 63    | 46,67  | 111 483 | 35,25 | генерал Джеймс Барри Герцог |
|        | Южноафриканская партия | 53    | 39,.26 | 148 769 | 47,04 | генерал Ян Христиан Смэтс   |
|        | Лейбористская партия   | 18    | 13,33  | 45 380  | 14,35 | полковник Фредерик Кресуэлл |
|        | Независимые            | 1     | 0,74   | 10 610  | 3,36  | -                           |
|        | Всего                  | 135   | 100    | 319 047 | 100   |                             |